# آزبویکه اگوکوه
آزبویکه اگوکوه (انگلیسی: Azubuike Egwuekwe؛ زاده ۱۶ ژوئیهٔ ۱۹۸۹) یک بازیکن فوتبال اهل نیجریه است.